# 山形アドビューロ
山形アドビューロ（やまがたアドビューロ）は、山形県山形市に本社を置く山新グループの広告代理店である。
1988年11月1日、FM山形やテレビユー山形（TUY）の開局など、県内における電波多局化時代を迎えるにあたって、企業のメッセージを社会に的確に送り、地域の活性化を推進する担い手を目指すべく、山形新聞グループ企業並びに電通を主要株主として設立。のちに地元の他民放も資本参加した。

## 事業内容
- 媒体広告に関する企画・立案、制作・実施
- マーケティングリサーチ・セールスプロモーションの企画・立案・実施
- 広報活動、イベントの企画・運営
- 出版物・宣伝物の販売

## 事業所所在地
- 本社 - 山形市七日町四丁目16番18号 山形新聞放送会館2号館
- 庄内支社 - 酒田市山居町一丁目5番21号 山新放送庄内会館
- 置賜支社 - 米沢市丸の内一丁目1番11号 山形新聞社置賜総支社3階